# Polystichum lemmonii
Polystichum lemmonii là một loài dương xỉ trong họ Dryopteridaceae. Loài này được Underw. mô tả khoa học đầu tiên năm 1900.

## Hình ảnh

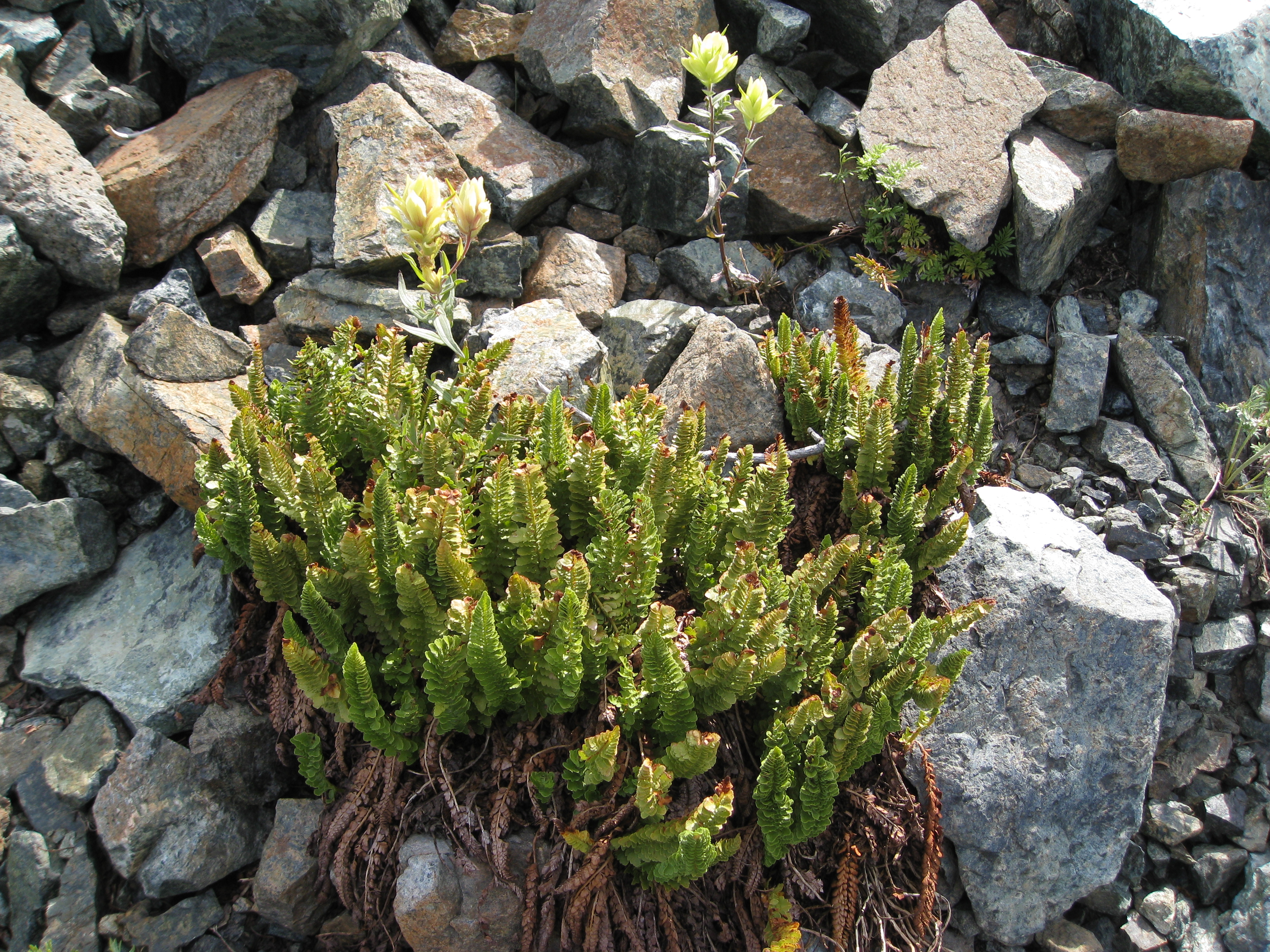